# Сомово (село, Тульская область)
Со́мово — село в Одоевском районе Тульской области России.
В рамках административно-территориального устройства является центром Сомовской сельской администрации Одоевского района, в рамках организации местного самоуправления включается в сельское поселение Южно-Одоевское.

## География
Расположено в западной части области в 13 км к юго-западу от районного центра, посёлка городского типа Одоев, и в 28 км к востоку от Белёва на автодороге Р139 Белёв — Тула, на берегу реки Мизгея.
В 17 км южнее расположена железнодорожная станция Арсеньево на линии Козельск — Белёв — Горбачёво.
Расстояния до крупных городов (по автодорогам)
- Тула — 89 км
- Калуга — 97 км
- Орёл — 129 км
- Брянск — 258 км
- Москва — 278 км
- Курск — 286 км

## История
По неподтверждённым сведениям, ранее здесь было поместье одного барина по фамилии Сомов, поэтому село получило такое название.
До 1792 года село принадлежало к Белёвскому уезду.
С 1888 года в Сомово открылась церковно-приходская школа.

## Инфраструктура
В селе школа им. Д. М. Шарова, детский сад, два магазина, почтовое отделение, церковь Покрова Пресвятой Богородицы (восстановлена в 2018 году).
Работают МТС, обслуживающая сельскохозяйственную технику, пункт (ток) первичной обработки зерна и несколько пунктов сбора молока. Элеватор на 54 тыс. т зерна.
Выращиваются картофель, пшеница, рожь, ячмень, овёс, гречиха, кормовые и плодово-ягодные культуры.
Разводятся крупный рогатый скот, свиньи, овцы, лошади, птица, кролики.

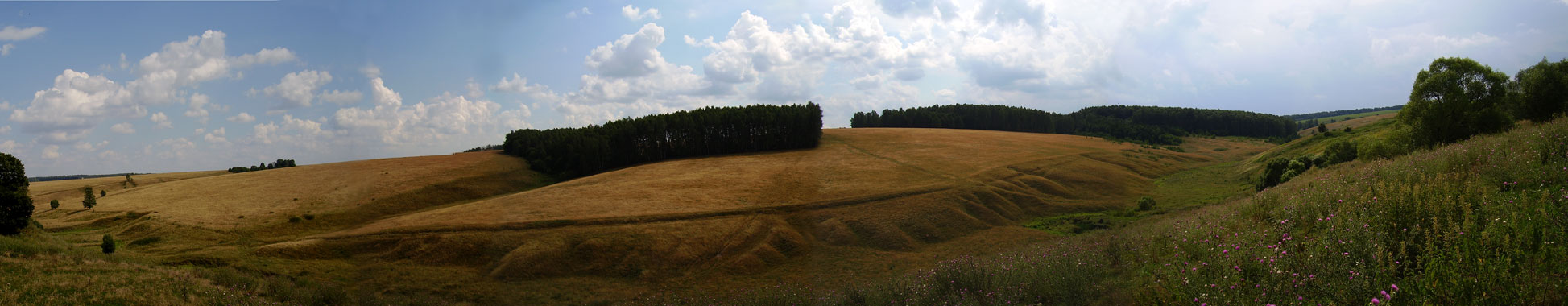
Панорама оврага за селом

Развито пчеловодство.

## Население
| 2002 | 2010 |
| ---- | ---- |
| 560  | ↘554 |

Население — 541 житель на 2012 год.

## Известные уроженцы
- Мишин Петр Иванович (1922—1990)[7] — командир мотоциклетной роты 77 отдельного мотоциклетного батальона 10 ТДК
- Шаров, Дмитрий Михайлович (1918—1952) — лётчик, Герой Советского Союза
- Евлогий (Георгиевский) (1868—1946) — митрополит, епископ Русской православной церкви